# Breeders Crown 3YO Colt & Gelding Pace
| 2YO Filly Pace |  | 2YO Colt & Gelding Pace |  | 3YO Filly Pace |  | 3YO Colt & Gelding Pace |  | Open Mare Pace |  | Open Pace |

Breeders Crown 3YO Colt & Gelding Pace är ett årligt passgångslopp i Breeders Crown-serien för 3-åriga varmblodiga hingstar och valacker. Loppet är ett sprinterlopp över 1609 meter och körs på olika travbanor i USA och Kanada, sedan premiären 1984. Förstapris är 250 000 amerikanska dollar. 2010 blev Pocono Downs den första banan som körde alla 12 lopp i travserien under en och samma kväll.

## Segrare
| År   | Häst               | Kusk                   | Tränare           | Tid    |
| ---- | ------------------ | ---------------------- | ----------------- | ------ |
| 2022 | Pebble Beach       | Todd McCarthy          | Noel Daley        | 1:48.1 |
| 2021 | Perfect Sting      | David Miller           | Joe Holloway      | 1:49.4 |
| 2020 | Sandbetweenmytoes  | Scott Zeron            | Jim Campbell      | 1:48.3 |
| 2019 | Dancin Lou         | Andrew McCarthy        | Tahnee Camilleri  | 1:50.2 |
| 2018 | Dorsoduro Hanover  | Matt Kakaley           | Ron Burke         | 1:49.4 |
| 2017 | Beckhams Z Tam     | Ricky Macomber J:r     | Jamie Macomber    | 1:51.1 |
| 2016 | Racing Hill        | Brett Miller           | Tony Alagna       | 1:48.0 |
| 2015 | Freaky Feet Pete   | Trace Tetrick          | Larry Rheinheimer | 1:50.0 |
| 2014 | Mcwicked           | Brian Sears            | Casie Coleman     | 1:49.0 |
| 2013 | Captaintreacherous | Tim Tetrick            | Tony Alagna       | 1:49.2 |
| 2012 | Heston Blue Chip   | Tim Tetrick            | Linda Toscano     | 1:49.2 |
| 2011 | Betterthancheddar  | Mark MacDonald         | Casie Coleman     | 1:49.2 |
| 2010 | Rock N Roll Heaven | Daniel Dube            | Bruce Saunders    | 1:49.0 |
| 2009 | If I Can Dream     | Tim Tetrick            | Tracy Brainard    | 1:51.1 |
| 2008 | Somebeachsomewhere | Paul MacDonell         | Brent MacGrath    | 1:48.3 |
| 2007 | Artist's View      | George Brennan         | George Sholty     | 1:50.4 |
| 2006 | Shark Gesture      | George Brennan         | Erv Miller        | 1:52.1 |
| 2005 | Rocknroll Hanover  | Brian Sears            | Brett Pelling     | 1:49.4 |
| 2004 | Western Terror     | Brian Sears            | Brett Pelling     | 1:50.2 |
| 2003 | No Pan Intended    | David Miller           | Ivan Sugg         | 1:50.3 |
| 2002 | Art Major          | John Campbell          | William Robinson  | 1:51.0 |
| 2001 | Real Desire        | John Campbell          | Blair Burgess     | 1:50.0 |
| 2000 | Gallo Blue Chip    | Daniel Dube            | Mark Ford         | 1:51.1 |
| 1999 | Grinfromeartoear   | Chris Christoforou J:r | Brett Pelling     | 1:50.3 |
| 1998 | Artiscape          | Mike Lachance          | Bob McIntosh      | 1:49.3 |
| 1997 | Village Jasper     | Paul MacDonell         | Bill Wellwood     | 1:51.4 |
| 1996 | Armbro Operative   | Mike Lachance          | Brett Pelling     | 1:54.1 |
| 1995 | Jenna's Beach Boy  | Bill Fahy              | Joe Holloway      | 1:52.4 |
| 1994 | Magical Mike       | Mike Lachance          | Tom Haughton      | 1:51.3 |
| 1993 | Life Sign          | John Campbell          | Gene Riegle       | 1:54.2 |
| 1992 | Kingsbridge        | Roger Mayotte          | Roger Mayotte     | 1:54.4 |
| 1991 | Three Wizzards     | Bill Gale              | Dave Elliott      | 1:52.2 |
| 1990 | Beach Towel        | Ray Remmen             | Ray Remmen        | 1:51.2 |
| 1989 | Goalie Jeff        | Mike Lachance          | Tom Artandi       | 1:54.1 |
| 1988 | Camtastic          | Bill O'Donnell         | Bob Bencal        | 1:55.1 |
| 1987 | Call For Rain      | Clint Galbraith        | Clint Galbraith   | 1:53.0 |
| 1986 | Masquerade         | Richie Silverman       | Jerry Silverman   | 1:55.0 |
| 1985 | Nihilator          | Bill O'Donnell         | Bill Haughton     | 1:53.0 |
| 1984 | Troublemaker       | Bill O'Donnell         | Gene Riegle       | 1:56.0 |